# São Lourenço do Oeste
São Lourenço do Oeste là một đô thị thuộc bang Santa Catarina, Brasil. Đô thị này có diện tích 369,478 km², dân số năm 2007 là 21799 người, mật độ 54,7 người/km².